# Добровольча армія

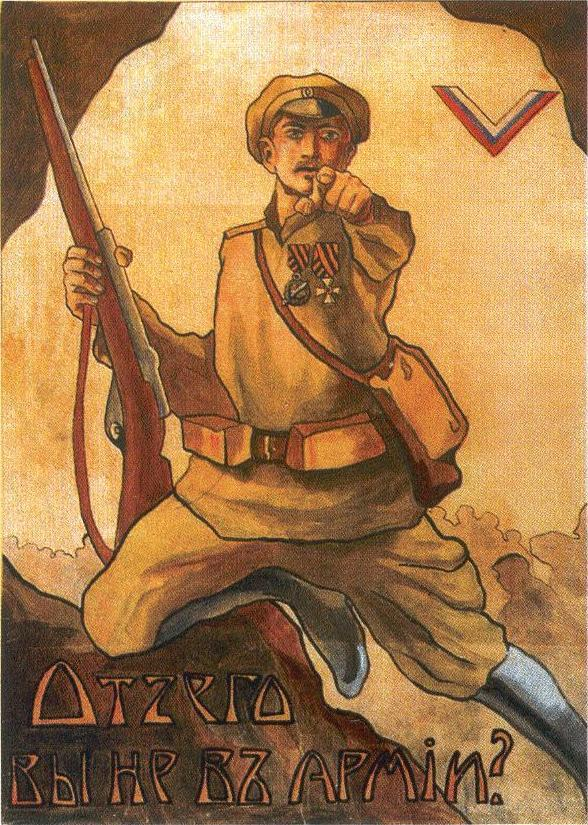
Плакат Добровольчої армії

Доброво́льча а́рмія (рос. Доброво́льческая а́рмия) — оперативне з'єднання «білих» військ на півдні території колишньої Російської імперії під час Громадянської війни в Росії.

## Формування

### Алексєєвська організація

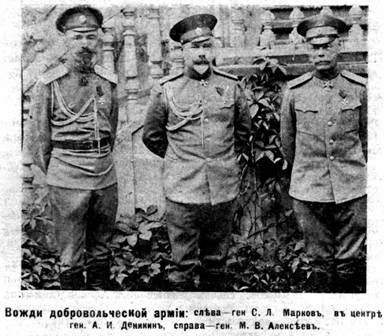
Вожді Добровольчої армії, зліва направо: С. Л. Марков, А. І. Денікін, М. В. Алексєєв

26 жовтня 1917 року донський отаман-генерал О. М. Каледін у відповідь на телеграму з Петрограду з вимогою визнати владу Раднаркому заявив про вірність Тимчасовому уряду, розігнав ради в області Війська Донського і закликав членів Тимчасового уряду, а також «всіх вірних честі і присязі» до себе на Дон. 2 (15) листопада 1917 в Новочеркаськ прибули генерали М. В. Алексєєв, А. І. Денікін і О. С. Лукомський, які втекли із в'язниці під Могильовом. Ще раніше з Києва прибула купка офіцерів на чолі з полковником Іваном Кірієнко, які сповістили отамана Калєдіна про те, що готові активно боротися проти більшовизму. З цих невеликих груп «внутрішніх емігрантів» в Новочеркаську почалося формування зародка нової армії, під назвою «Алексєєвська організація». З початку грудня до створення армії підключився генерал Л. Г. Корнілов.
Спочатку Добровольча армія комплектувалася виключно добровольцями (переважали офіцери, були також юнкери, студенти та ін.). Зокрема, 1 січня 1918 прибувають до Новочеркаська 50 офіцерів і до 500 солдатів Корніловського полку з Києва..

### Перші кроки
На Різдво 25 грудня 1917 (7 січня 1918) організація отримала офіційне найменування «Добровольча армія». Її верховним керівником став генерал Алексєєв, головнокомандувачем — генерал Корнілов, начальником штабу — генерал Лукомський, начальником 1-ї дивізії — генерал Денікін, начальником штабу дивізії — генерал С. Л. Марков. Для управління цивільними справами була створена Рада, до якої увійшли відомі російські громадські діячі, зокрема Струве, князь Г. Трубецькой та П. М. Мілюков. Фінансову допомогу армії надали московські промисловці. Кошти поступили також від ростовських і новочеркаських жителів. Відмовою відповів лише уряд Кубані. Політичною метою Добровольчої армії була передача влади Установчим зборам:

| Нова армія повинна стати на варті громадянської свободи, в умовах якої господар землі російської — її народ — висловить через вибрані Установчі Збори свою державну волю. Перед цією волею повинні схилитися всі класи, партії і окремі групи населення. Їй одній служитиме створювана армія, і всі, хто беруть участь в її створенні, беззаперечно підкорятимуться законній владі, поставленій цими Установчими Зборами. Оригінальний текст (рос.) Новая армия должна стать на страже гражданской свободы, в условиях которой хозяин земли русской — ее народ — выявит через посредство избранного Учредительного Собрания державную волю свою. Перед волей этой должны преклониться все классы, партии и отдельные группы населения. Ей одной будет служить создаваемая армия, и все участвующие в ее образовании будут беспрекословно подчиняться законной власти, поставленной этим Учредительным Собранием. |
На початок лютого до складу армії входили:
- Корніловський ударний полк (до якого 11 лютого увійшов загін полковника Симановського та Георгієвська рота).
- Георгіївський полк — з невеликої кількості офіцерів з Києва
- 1-й, 2-й, 3-й офіцерські батальйони — з офіцерів Новочеркаська і Ростова
- Юнкерський батальйон — головним чином з юнкерів столичних училищ і кадетів
- Ростовський добровольчий полк — з молоді Ростова
- Два кавалерійські дивізіони (1-й кавалерійський дивізіон, 2-й кавалерійський дивізіон)
- Юнкерський та студентський батальйони
- Чехословацький піхотний батальйон, до складу якого увійшов також «Карпато-руський загін», створений з емігрантів з Галичини та Буковини
- Дві артилерійські батареї — переважно з юнкерів артилерійських училищ і офіцерів

Загальна чисельність армії становила близько 4 тисяч осіб.

## Перший Кубанський похід
На початку січня 1918 Добровольча армія (чи Добрармія) діяла на Дону спільно з загонами Донських козаків під командуванням отамана генерала Каледіна. Проте козаки не виявили бажання воювати за «білу справу», і 29 січня 1918 року отаман Каледін застрелився. За свідченням очевидців, останніми його словами були:
|  | Панове, говоріть стисло, адже від базікання Росія загинула. |

Добрармія перемістилася до Ростова. 23 лютого 1918 року під натиском набагато переважаючих сил «Соціалістичної армії» під командуванням Р. Ф. Сиверса частини Добрармії залишили Ростов і рушили на Кубань;— почався славетний «Крижаний» похід.
27 березня 1918 року до Добровольчої армії приєднався 3-тисячний загін кубанських козаків під командуванням генерала В. Л. Покровського. Загальна чисельність армії зросла до 6 тисяч бійців.
Проте, незважаючи на всі зусилля і жертви, узяти Катеринодар не вдалося. 13 квітня загинув генерал Корнілов і Денікін, його наступник, наказав повернутися на Дон, де на той час повсталі козаки повалили владу більшовиків.

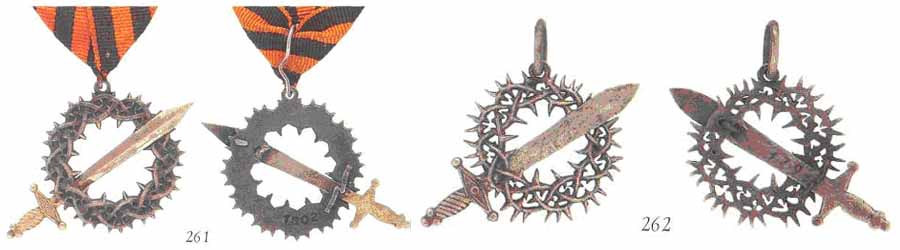
Відзнака Першого Кубанського походу

13 травня 1918 року сили Добрармії розташувалися на відпочинок в двох великих станицях Донської області — Мечетинській і Єгорлицькій на південний схід від Ростова. З походу повернулося 5 тисяч бійців і 1,5 тисячі поранених. За спогадах одного з учасників походу, Р. Гуля: «з Ростова вийшли партизанські загони, повернулося на Дон міцне ядро армії».
Всі учасники походу отримали спеціальний нагрудний знак (див. зображення) і почесне звання «першопоходників».

## Український внесок
Україна була одним із осередків формування білої армії. За гетьмана у всій Україні було відкрито 25 вербувальних бюро, через які відправлено в армію близько 16 тисяч добровольців, 30 % яких складали офіцери, і близько 4 тисяч у Добровольчу армію. Гетьман передав до армії кадри 4-ї піхотної дивізії, з яких планувалося ще навесні створити Окрему Кримську бригаду української армії. Крім того, до Південної армії були передані кадри 19-й і 20-ї піхотних дивізій, майже не використані у гетьманській армії. Саме вони послужили основою для 1-ї та 2-ї дивізій Південної армії. Окрім того у Добровольчій армії існував Карпато-руський загін сформований з галичан-москвофілів.
При безпосередній участі гетьмана були створені Саратовська і Астраханська армії. Цим арміям (як і Південній) на утримання з української скарбниці було передано значні суми. З 30 вересня 1918 формування всіх цих армій (понад 20 тисяч осіб) до початку 1919 року воювали в складі Донський армії, а потім влилися у ЗСПР.

## Другий кубанський похід

### Прибуття загону Дроздовського
На початку травня з Румунії на Дон прибув загін полковника Дроздовського. Загін налічував близько 3000 бійців, був добре озброєний і екіпірований: мав кулемети, артилерію, два броньовики і навіть аероплан. 70 % загону складали офіцери-фронтовики. Наказом від 25 травня 1918 загін був включений до складу армії як 3-тя піхотна дивізія.

### Відносини з Кубанською Радою
В Мечетинській поновився конфлікт між Радою, з одного боку і кубанським офіцерством — з іншого. Отаман кубанського війська полковник Філімонов став на бік офіцерства. 30 травня відбулися збори, на яких отаман звинуватив уряд і Раду в узурпації влади. Офіцерство було готове розправитися з керівництвом Ради. Бажаючи уникнути розколу серед козаків, Денікін запропонував Філімонову припинити розправу.
На конференції козаків та горян у червні 1919 року йшлося про необхідність об'єднання державних утворень на території України, Кубані, Дону. Тереку, Грузії для боротьби з більшовиками, причому про об‘єднання на демократичних засадах, голова Законодавчої Ради Микола Рябовол зазначав:
| «Бажаючи об'єднатися у тісному союзі з донцями й терцями, кубанці не можуть примиритися з диктатурою російських білих вождів. Козаки не можуть прийняти влади більшовиків, але так само не можуть визнати корисною і діяльність Особливої Наради при ставці Добрармії. Просуваючись у Росію, треба нести із собою ідею звільнення від усякого насильства, а якраз того її населення від добровольців не бачить і не очікує». |
На думку істориків, лідери Добровольчої армії такого стерпіти не могли. Учасник тодішніх подій кубанець Георгій Покровський так описує вбивство визнаного провідника кубанського козацтва:
| «Біля готелю «Палас-Отель», де жив Рябовол, стояв автомобіль з працюючим мотором. В приміщенні готелю, під номером Рябовола, у напівтемряві товклися три постаті у військовому одязі, на очі були насунуті фуражки та піднято коміри. Коли Рябовол увійшов до готелю, то гримнув смертельний постріл – троє військових, зробивши злочинну справу, вибігли на вулицю, стрибнули в автомобіль з завчасно погашеними фарами та зникли. На лаву підсудних у справі вбивства Рябовола було посаджено агента контррозвідки Коврижкіна із загону особливого призначення ротмістра Баранова, а офіцери-вбивці зникли і не були розшукані». |
1 січня 1920 року Кубанська Крайова Рада у Катеринодарі розірвала союз із Добровольчою армією.

### Наступ на Катеринодар
На початку 2-го Кубанського походу, тобто в червні 1918 року, до складу Добровольчої армії входили: 5 полків піхоти, 8 кінних полків, 5½ батарей загальною чисельністю 8½ — 9 тисяч багнетів і шабель, та 21 гармата.
Сили червоних на Північному Кавказі були представлені Північно-кавказькою армією (командувач — Автономов, потім Калнін, потім Сорокін) загальною чисельністю 80-100 тисяч.
2-й Кубанський похід почався 9-10 червня 1918:
- 11 червня — гине в бою ген. Марков[13]
- 12 червня — зайнята станція Торгова з великими запасами військового спорядження
- 14 липня дивізія генерала Дроздовського зайняла станцію Донську, захопивши 3 гармати, 600 полонених і великі запаси спорядження
- 15 липня важкі бої за станицю Корєновську

Перед лицем багатократно переважаючих сил супротивника частини білих були вимушені відступити:

«Відхід піхоти, що мала на своєму шляху болотисту річку, був дуже важким. Були випадки самогубства добровольців, що не мали від знемоги змоги (піти) від супротивника і боялися потрапити до його рук. Залишених на полі бою поранених і тих, хто вибився з сил, спіткала страшна смерть. Червоні проявляли нелюдську жорстокість, виколювали очі, вирізували члени і спалювали (потім) поранених на вогнищах…»

Ситуацію врятував 1-й Кубанський полк з батареєю і бронепоїздом, що атакував супротивника з тилу. Червоні були розбиті, але і білі зазнали важких втрат: 1-ша і 3-тя дивізії Добровольчої армії втратили в бою під Кореновськой 25-30 % свого складу.
- 25 липня зайнята станиця Корєновська
- 1 серпня частини армії підійшли до Катеринодару
- 3 серпня Катеринодар був узятий

У зв'язку з узяттям столиці Кубані, командувач Добровольчою армією генерал Денікін надіслав телеграму отаманові Кубанського козацького війська полковнику Філімонову, в якій, зокрема, говорилось:

| Я упевнений, що Крайова Рада, яка повинна зібратися в найкоротший строк, знайде в собі розум, мужність і сили залікувати глибокі рани у всіх проявах народного життя, нанесені їй бузувірством розгнузданої черні. Створить одноосібну тверду владу, що знаходиться в тісному зв'язку з Добровольчою армією. Не порве синової залежності від Єдиної, Великої Росії. Не стане ламати основне законодавство, яке буде докорінно переглянуте в майбутніх всеросійських законодавчих установах. ... Добровольча армія не кінчила свій хресний шлях. Віддана на наругу Радянської влади Росія чекає на визволення. Армія не сумнівається, що козаки в рядах її підуть на нові подвиги в справі звільнення батьківщини, наріжний камінь чому покладений на Кубані і в Ставропольській губернії. Оригінальний текст (рос.) Я уверен, что Краевая Рада, которая должна собраться в кратчайший срок, найдет в себе разум, мужество и силы залечить глубокие раны во всех проявлениях народной жизни, нанесенные ей изуверством разнузданной черни. Создаст единоличную твердую власть, состоящую в тесной связи с Добровольческой армией. Не порвет сыновней зависимости от Единой, Великой России. Не станет ломать основное законодательство, подлежащее коренному пересмотру в будущих всероссийских законодательных учреждениях. ... Добровольческая армия не кончила свой крестный путь. Отданная на поругание Советской власти Россия ждет избавления. Армия не сомневается, что казаки в рядах ее пойдут на новые подвиги в деле освобождения отчизны, краеугольный камень чему положен на Кубани и в Ставропольской губернии. |
У своїх виступах у відповідь керівники Кубані, — Філімонов, Бич, Рябовіл та інші, — казали про свою відданість національній ідеї:
| «Кубань відмінно усвідомлює, що вона може бути щасливою тільки за умови єдності матері — Росії, — говорив отаман. — Тому, закінчивши боротьбу за звільнення Кубані, козаки в рядах Добровольчій армії битимуться і за звільнення і відродження Великої, Єдиної Росії...» Оригінальний текст (рос.) «Кубань отлично сознает, что она может быть счастливой только при условии единства матери — России, — говорил атаман. — Поэтому, закончив борьбу за освобождение Кубани, казаки в рядах Добровольческой армии будут биться и за освобождение и возрождение Великой, Единой России...» |

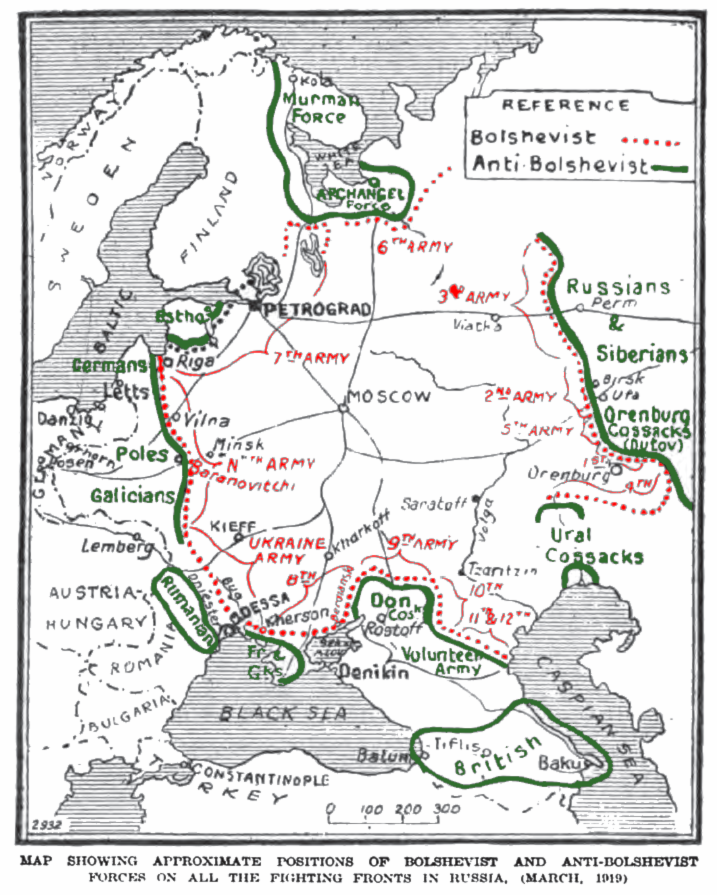
Території під контролем «червоних» і «білих» армій в березні 1919)

26-27 березня 1920 залишки Добровольчої армії були евакуйовані з Новоросійська в Крим, де ввійшли до складу Російської Армії генерала барона П. Н. Врангеля.

## Добровольча армія в Україні
Наприкінці листопада 1918 року денікінці закрили посольство України в Катеринодарі і заарештували посла Федора Боржинського. Делегація Законодавчої Ради на Паризькій мирній конференції в 1919 р., вимагала від Антанти засудження чорносотенства (себто денікінщини), яке знищує паростки демократії.

### Весняні та літні бої за міста
21 квітня — 3 травня відбувалися бої за Луганське між частинами Червоної армії та військами Денікіна  [Архівовано 29 червня 2016 у Wayback Machine.].
14 червня 1919 добрармійці вибили червоні загони з Куп'янська, 17 червня — з Лозової, 25 червня після п'ятиденних боїв здобули Харків.
Станом на 1 серпня 1919 фронт білої Добровольчої армії в Україні проходив по лінії Полтава-Верхньодніпровськ-Катеринослав-Нікополь-Олешки.

### Перемовини та події осені 1919
13 вересня 1919 в Пості-Волинському біля Києва пройшли переговори між делегацією українського війська на чолі з І. Омеляновичем-Павленком та представництвом Добровольчої армії на чолі з генералом П. Непеніним про встановлення демаркаційної лінії між арміями, які закінчилися безрезультатно.
15 вересня 1919 року в Києві пройшла нарада представників громадських, фінансових, торгово-промислових, кооперативних та робітничих організацій ухвалила провести самооподаткування населення Києва на користь Добровольчої армії. Передбачалося зібрати 300 млн крб. Була утворена комісія для визначення розміру та розподілу оподаткування серед громадян міста відповідно до їх майнового стану.
Того ж [місяця?] відбулося зайняття Одеси білими військами Добровольчої армії.
22 вересня 1919 р., з перехопленого наказу денікінського командування, стало відомо про початок наступу денікінців проти українських військ. Того ж дня денікінці атакували українські позиції по всьому фронту. 24 вересня члени Директорії Петлюра, Макаренко і Швець, президент ЗУНР Петрушевич і міністри уряду Директорії на чолі з Мазепою підписали декларацію, у якій закликали український народ боротися з ворогом — армією Денікіна. Наприкінці вересня — у жовтні важкі бої між українськими військами й денікінцями відбувалися в районах Козятина, Бердичева, Брацлава, Тульчина, Умані (змушені 25 вересня полишити) та в інших місцях. Після залишення Білої Церкви українським військом туди вступили добровольці і розпочали кількаденний погром.
В той час в УГА і військах Директорії поширилась епідемія тифу, лікарні не могли розмістити всіх хворих, не вистачало ліків, дезінфікуючих засобів, ліжок, білизни. Крім того, в арміях бракувало зброї, набоїв, одягу, взуття та всього необхідного. Щоб урятувати війська від фізичного винищення 6 листопада 1919 р. за наказом командувача УГА генерала Тарнавського його місія підписала з денікінським генералом Слащовим угоду, за якою УГА переходила на бік і у розпорядження Добровольчої армії. Під тиском Петлюри Петрушевич зняв з посади командувача УГА генерала Тарнавського і призначив на цей пост генерала О. Микитку. Тарнавський був відданий під суд трибуналу, але виправданий, оскільки було визнано, що він намагався зберегти армію від неминучої загибелі. Фронт між Галицькою армією і денікінцями був ліквідований.
На територіях, що знаходилися під контролем Добровольчої армії було відновлено дію дореволюційних законів, та проголошувалась ідея «единой и неделимой России». На думку Василя Зілгалова, дії армії Денікіна у 1919—1920 роках в Україні фактично були не просто воєнними діями часів громадянської війни, а багато у чому нагадували геноцид.
Українська мова на територіях, підвладних Добровольчій Армії, не заборонялась, дозволялось вести викладання українською мовою за власний (не державний) кошт.
Денікінщина довела Україну до повної розрухи. Не будучи впевненими в міцності й тривалості білогвардійського режиму, власники розпродавали заводське устаткування, майно з маєтків тощо. До повної розрухи були доведені кам'яновугільні шахти й залізорудні копальні, металургійні заводи Донбасу й Криворіжжя, цукрова й харчова промисловість. Унаслідок розвалу економіки збільшувалося безробіття, катастрофічно погіршувалося життя — зростали ціни на хліб і товари першої необхідності, ширилася спекуляція, частішали епідемічні захворювання, зокрема тиф. Денікінці змушували селян повертати в поміщицькі маєтки конфісковане радянською владою майно, сплачувати великі контрибуції.

### Погроми на Кубані
У 1919 р. денікінці почали погром усього українського на Кубані. 6 листопада денікінці заарештували 12 членів Законодавчої Ради, а одного з них — священика Олександра Калабухова, — стратили. У відповідь кубанські козаки цілими полками полишали фронт і йшли додому. Це стало однією з головних причин провалу походу Денікіна проти більшовиків.

## Добрармія в Криму
22 листопада 1918 року в Керч з Кубані переправились перші частини Добрармії.
25 листопада. В Ялті висадився Корніловський добровольчий полк, а в Сімферополі розквартировано загін козаків.
В ніч на 4 квітня 1919 2-га бригада Задніпровської дивізії під командуванням Павла Дибенка перейшла в наступ на Перекопі і зайняла його.
Влітку 1919 не тільки Кримський півострів, а й уся Україна були охоплені численними селянськими повстаннями. Радянський уряд повинен був направляти в райони повстань велику кількість військ. Цим скористалися сили Антанти та Добровольчої армії. З Ак-Монайського перешийку з'єднані війська перешли в наступ на територію півострова.
12 червня в Криму висадився білогвардійський десант генерала Я. Слащова. Радянські органи влади почали евакуйовуватися з півострова.
26 червня в Криму не залишилося жодного червоного загону. Уряд Кримської республіки евакуювався до Нікополя, а потім у Київ. Кримська Соціалістична Радянська Республіка припинила своє існування.

## Боротьба в тилу денікінських військ
Реставрація денікінцями дореволюційних порядків, їхня великодержавна політика й жорстокий режим викликали незадоволення й обурення широких мас населення України. Повернення за допомогою військової сили поміщикам земель і захист їхніх інтересів зумовили несприйняття селянами влади Денікіна і їхню активну участь у повстанському русі. Саме це стало однією з головних причин краху денікінщини в Україні. У антиденікінському русі в Україні і у його керівництві брали участь різні політичні сили. Найгострішою формою боротьби з денікінцями був масовий повстансько-партизанський рух, який безперервно наростав і посилювався.
Про широкий розмах повстансько-партизанського руху в Україні свідчить те, що з серпня по грудень 1919 р. повстанці з боями займали міста: тричі Новомосковськ, двічі — Чигирин, Синельникове, Полтаву, Козятин, Канів, Ізюм, один раз — Павлоград, Черкаси, Лозову, Кременчук, Костянтиноград, П'ятихатки.
У ніч на 16 вересня 1919 р. у селі Баштанці та сусідніх селах Миколаївського повіту на Херсонщині піднялося повстання, у якому взяли участь понад 4 тис. озброєних селян. Денікінці зазнали поразки. Лише 12 листопада 1919 р. після запеклих, майже місячних боїв, які вели перекинуті з фронту військові частини генерала Слащова, денікінці захопили Баштанку. Вони спалили 350 дворів і розстріляли 852 повстанців.
У повстансько-партизанському русі проти денікінщини поряд з радянськими повстансько-партизанськими загонами, керованими більшовиками, діяли й загони, які очолювалися анархо-махновцями, боротьбистами, лівими есерами-бомбистами й українськими соціал-демократами та есерами.
У вересні 1919 р. в районі Єлисаветграда, станцій Помічної і Новоукраїнки між махновцями й денікінцями розгорілися кровопролитні бої, унаслідок яких махновські загони через відсутність набоїв змушені були відступити в район Умані, яка була в руках армії Директорії.
26 вересня 1919 армія УНР від Одеси до Бердичева почала бої з денікінцями й зазнала поразки. Умань була захоплена денікінцями, і махновці опинилися в оточенні. Але Махно поблизу села Перегонівка 27 вересня прорвав фронт денікінців і пішов по їх тилах трьома колонами: ліва рухалася на Катеринослав, центральна — на Олександрівськ, права — на Нікополь. Уже 5 жовтня 1919 махновці зайняли Олександрівськ, згодом — Великий Токмак, Бердянськ, Маріуполь, Нікополь. Тили білих військ були зруйновані. За цих умов Денікін змушений був зняти з фронту і кинути проти Махна 3-й армійський корпус генерала Я.Слащова і кінний корпус генерала А.Шкуро. З 20-х чисел жовтня розгорілися запеклі бої, денікінці відбили у махновців Маріуполь і Бердянськ. Махновці відійшли на Правобережжя, де тримали під своїм контролем територію П'ятихатки — Кривий Ріг — Апостолове — Нікополь. 28 жовтня вони зайняли Катеринослав, який став їхнім центром до 19 грудня, коли генералу Слащову вдалося відбити Катеринослав. Махновці відійшли в район Олександрівська й продовжували вести вперті бої з денікінцями.

## Українське питання
3 серпня 1919 року у Харкові військовий губернатор («головноначальствуючий») Катеринославської, Полтавської, Харківської та Курської губерній генерал Володимир Май-Маєвський видав наказ «Про малоросійську мову» («О малорусском языке») такого змісту: школам, де викладання велося російською мовою, а потім було переведено на українську, знову повернутись до російської мови; викладання українською мовою дозволялося лише у приватних школах, приватними особами та товариствами; фінансування з казни не розповсюджується на виклади української мовою; вивчення «українознавства» (історії та географії України) касується; вивчення української мови та літератури дозволяється як необов'язкових предметів.
8 вересня 1919 у Києві почало діяти київське відділення пропаганди — місцевий орган відділу Особливої наради («Особоє совещаниє») при головнокомандуючому А. Денікіні. Головна мета агітаційної роботи — боротьба з «українством»[сторінка?]. Методи — видання брошур, організація лекцій, концертів, наочна агітація.
18 вересня в київських газетах надруковано повідомлення про скасування згідно з циркуляром з Ростова, з того місяця у київських школах предметів українознавства; українська мова залишалася в навчанні — як необов'язковий предмет.
22 вересня в Катеринославі заборонено добровольчим командуванням виконання гімну «Ще не вмерла Україна» під загрозою суворої кари[сторінка?].

### Добровольча армія і «Просвіта»
30 вересня 1919 в Катеринославі денікінська влада провела арешти українських діячів — співробітників «Союзбанку», «Просвіти», «Спілки споживчих товариств». Було заарештовано близько 300 людей.

## Єврейське питання
Лише в Україні армія Денікіна здійснила найбільше із заподіяних тоді військовими формуваннями єврейських погромів — понад 400. Особливо страшні звірства чинили денікінці у Києві, Катеринославі, Єлисаветграді, де тисячі насамперед євреїв та й інших громадян, які намагалися євреїв захищати, було знищено, порубано. Було зґвалтовано тисячі жінок, дівчат-підлітків[сторінка?]. Сам Денікін сказав у розмові з єврейською делегацією у липні 1919 року: «Я не повинен вас переконувати ні у любові до євреїв, ні у ворожості до них, смішно підходити до цього питання з такої точки зору державної доцільності і людяності»[неавторитетне джерело].
10-13 вересня 1919 проводився єврейський погром у Фастові, влаштований білогвардійцями[сторінка?]. 23 вересня почався другий фастівський погром, до 27 вересня (містечко декілька раз переходило до білих і червоних), загинуло близько 700 осіб.